# Carlos María Domínguez (obispo)
Carlos María Domínguez (San Martín, 23 de diciembre de 1965) es un eclesiástico, teólogo y profesor católico argentino, de la Orden de Agustinos Recoletos. Fue obispo de San Rafael, desde 2023 hasta 2025, de la que fue administrador apostólico, entre 2022 y 2023, y obispo auxiliar de San Juan de Cuyo, de 2019 a 2023.

## Biografía
Nació el 23 de diciembre de 1965, en la ciudad argentina de San Martín.
Realizó su formación primaria y secundaria en el Colegio Agustiniano de San Andrés (1972-1983), donde obtuvo el título de bachiller. Posteriormente, cursó sus estudios eclesiásticos en el Seminario San Ezequiel Moreno de la misma orden.
Tras realizar estudios en la Facultad de Teología de la Universidad Católica Argentina (UCA), obtuvo el bachillerato y el profesorado en Teología en 1991, y la licenciatura en Teología pastoral en 1997.
En 1993, obtuvo el título de Profesor de Enseñanza Primaria en el Instituto Normal Superior EE. UU. de San Martín.
Es políglota, ya que sabe: español, inglés, francés, italiano, portugués, latín, griego y hebreo.

### Vida religiosa
Ingresó en la Orden de Agustinos Recoletos, realizando el noviciado en Burgos (España). Realizó su primera profesión de votos religiosos el 1 de febrero de 1987, y la profesión solemne 15 de marzo de 1992, ambas en la Parroquia Ntra. Sra. de la Consolación, en Villa Crespo.
Entre 1990 y 1991, se desempeñó como director de la Escuela Técnica San José de San Martín. 
Realizó la profesión solemne el 15 de marzo de 1992, en la Parroquia Ntra. Sra. de la Consolación, en Villa Crespo.
Fue ordenado diácono el 12 de septiembre de 1992, en la Parroquia San José de Villa Maipú. Como diácono trabajó en el Seminario San Ezequiel Moreno y se desempeñó como vicario parroquial de Ntra. Sra. de Luján en San Andrés.
Su ordenación sacerdotal fue el 13 de marzo de 1993, a manos del obispo Domingo Salvador Castagna.
Como sacerdote desempeñó los siguientes ministerios:
- Vicario parroquial y administrador parroquial (2004-2006) de Ntra. Sra. de Luján en San Andrés.
- Promotor vocacional de la Orden (1994-2003; 2012-2015).[2]
- Profesor de Teología dogmática I, en la Universidad Católica de Santa Fe (1997-2003).
- Presidente del Secretariado de Pastoral Juvenil y Vocacional de la Orden en Argentina (1994-2003).
- Administrador parroquial de Ntra. Sra. de la Consolación en Buenos Aires (2010-2011).
- Miembro del Consejo Presbiteral de San Martín (2004-2006).[2]
- Prior de la comunidad del Seminario San Ezequiel Moreno de la Orden (2003-2006).
- Asesor en la Comisión de Pastoral Juvenil de la CEA (2007-2012).
- Vicario Provincial en la Argentina (2006-2012), Vicario (2012-2015), Prior Provincial en Madrid (2015-2018), Vicario Provincial en España (2018) de la Provincia de Santo Tomás de Villanueva de la Orden.[1]
- Miembro del Equipo de Revitalización de la Orden (2013).
- Prior del Seminario Menor Sagrado Corazón de la Orden en Guadalajara (2012-2015).
- Presidente del Secretariado de Pastoral Juvenil y Vocacional de la Orden en España (2012-2015).
- Miembro de la Federación Agustiniana Española.

## Episcopado

### Obispo auxiliar de San Juan

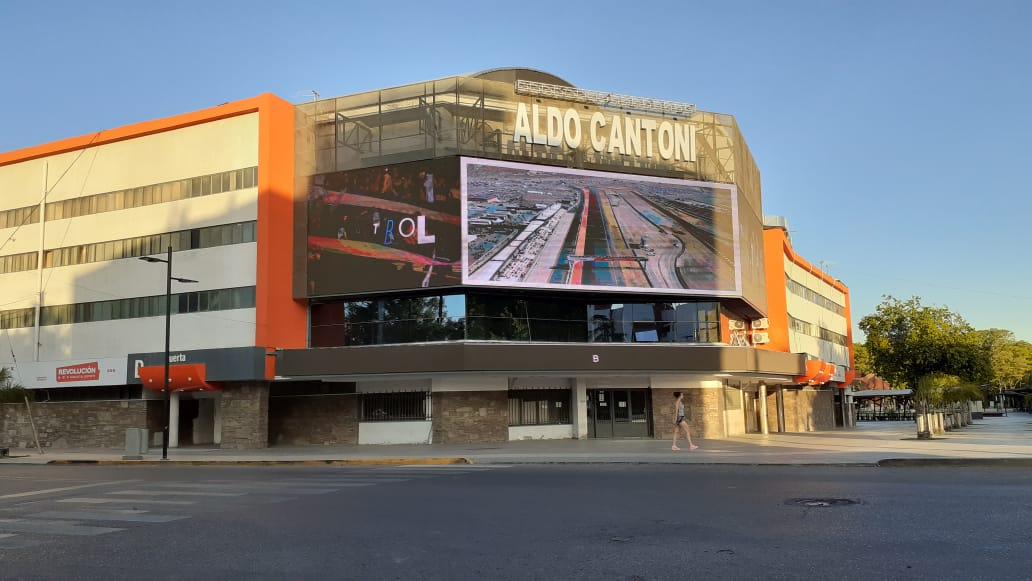
Fachada del Estadio Aldo Cantoni de San Juan. Allí, Domínguez fue consagrado obispo.

El 22 de abril de 2019, el papa Francisco lo nombró obispo titular de Vita y obispo auxiliar de San Juan de Cuyo.
Además de su escudo, escogió como lema la frase: "Alégrense en la esperanza".
Fue consagrado el 29 de junio del mismo año, en el Estadio Aldo Cantoni de San Juan, a manos del arzobispo Jorge Eduardo Lozano.
- Miembro del Consejo Presbiteral de San Juan de Cuyo (2019-2023).
- Miembro del Patronato Diocesano de San Juan de Cuyo (2019-2023).
- Responsable de la Pastoral de Juventud Argentina de la CEA.

En la Conferencia Episcopal Argentina (CEA), fue miembro del Consejo de Asuntos Económicos por la Región Cuyo y delegado suplente de la Región Cuyo, en la Comisión Permanente (2021-2023).

### Obispo de San Rafael
El 5 de febrero de 2022, fue nombrado administrador apostólico sede vacante de San Rafael, y el 11 de febrero de 2023, nombrado obispo de la misma sede. Tomó posesión canónica el 25 de marzo del mismo año, durante una ceremonia en el atrio de la Catedral de San Rafael.
En la CEA es, desde noviembre de 2021, miembro de la Comisión Episcopal para la Vida, los Laicos y la Familia, y desde noviembre de 2024, miembro de la Comisión Episcopal de Liturgia.

#### Renuncia
El 13 de febrero de 2025, el papa Francisco aceptó su renuncia como obispo de San Rafael, nombrando a un administrador apostólico al mismo tiempo. En una carta dirigida a la diócesis, alegó su renuncia por razones personales y pidiendo perdón “por lo que hice mal, por lo que no hice y por lo que no supe hacer”.
Tras conocerse la renuncia y su comunicado, el vocero de obispado relató que el obispo partió rumbo a Buenos Aires y que su intención era viajar a Roma para reunirse con el papa Francisco «para defenderse».

## Acusaciones de abuso sexual
El 20 de febrero de 2025, el vocero del obispado de San Rafael declaró en un comunicado que la renuncia de Domínguez se debió a acusaciones graves de conducta indebida contra personas mayores de edad. También anunció el inicio de una investigación canónica, aunque el caso no fue llevado ante la justicia civil.
Por su parte, Infovaticana informó que las denuncias fueron presentadas por «tres jóvenes mayores de edad de entre 18 y 20 años», y comparó el caso con el de Gustavo Zanchetta, refiriéndose a él como un «Zanchetta 2.0».
El diario Infobae, tuvo acceso a la declaración de una de las víctimas ante el juez eclesiástico del Tribunal Interdiocesano de Mendoza.
Según el testimonio del denunciante, conoció al obispo tras ser invitado por un vicario parroquial a participar como acólito en la celebración del Domingo de Ramos, que iba a presidir Domínguez. Con el tiempo, el sacerdote estrechó su relación con él y otros jóvenes mediante invitaciones a cenas y encuentros personales.
La víctima afirmó que Domínguez realizaba tocamientos inapropiados bajo el pretexto de generar confianza, además de involucrarlos en juegos y rituales en los que justificaba los abusos como parte de "una tradición personal" y de “comentarios sobre la diferencia entre pudor y vergüenza". También relató que el obispo incitaba a los jóvenes a desnudarse y los sometía a contacto físico indebido, mientras les hacía prometer fidelidad a Jesús.
Además, existió una propuesta de vacaciones en un lugar apartado, donde Domínguez sugirió la posibilidad de compartir espacios privados sin ropa, señalando que se trataba de un símbolo de confianza plena.